# 希尔兴巴赫
希尔兴巴赫是德国北莱茵-威斯特法伦州的一个市镇。总面积81.12平方公里，总人口15394人，其中男性7666人，女性7728人（2011年12月31日），人口密度190人/平方公里。